# Kentucky
Statul asociat Kentucky, conform originalului din engleză [The] Commonwealth of Kentucky, este unul din cele 4 Commonwealthuri ale Statelor Unite ale Americii (celelalte fiind Virginia, Pennsylvania și Massachusetts), situat în sudul acestora, deși câteodată este geografic inclus în zona cunoscută sub numele de Midwest.  În 1792, la 1 iunie, Kentucky a devenit cel de-al cincisprezecelea stat al Uniunii.  Este adeseori "dezmierdat" cu apelativul "[the] Bluegrass State", "Statul ierbii albastre", datorită prezenței "ierbii albastre" din familia Poaceae în multe din gazoanele sau pășunile statului.  Statul este de asemenea faimos pentru rasele sale de cai dintre care caii "thoroughbred" și caii de curse sunt faimoși.  Alte produse care creează mândrie locală sunt bourbon-ul, distileriile de whisky, genul muzical cunoscut ca bluegrass, cărbunele și basketball-ul din colegii (vezi și college basketball).

## Demografie

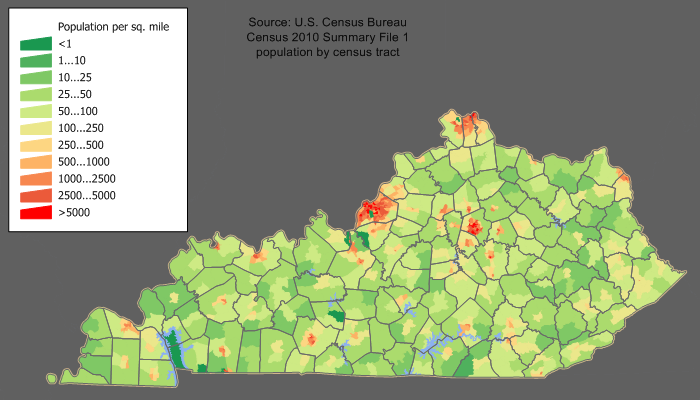
Densitatea populației statului Kentucky

### 2010
Populația totală a statului în 2010: 4,339,367
Structura rasială în conformitate cu recensământul din 2010:
- 87.8% Albi (3,809,537)
- 7.8% Afroamericani (337,520)
- 0.2% Americani Nativi (10,120)
- 1.1% Asiatici (48,930)
- 0.1% Hawaieni Nativi sau locuitori ai Insulelor Pacificului (2,501)
- 1.7% Două sau mai multe rase (75,208)
- 1.3% Altă rasă (55,551)
- 3.1% Hispanici sau Latino (de orice rasă) (132,836)

## Educație

### Colegii și universități

#### Particulare
| - Alice Lloyd College - Asbury University - Asbury Theological Seminary - Bellarmine University - Berea College - Brescia College - Campbellsville University - Centre College - Clear Creek Baptist Bible College - Commonwealth Baptist College - Georgetown College - Kentucky Christian University - Kentucky Mountain Bible College |  | - Kentucky Wesleyan College - Lexington Theological Seminary - Lindsey Wilson College - Louisville Presbyterian Theological Seminary - Louisville Technical Institute - Midway University - Southern Baptist Theological Seminary |  | - Spalding University - Spencerian College - Sullivan University (Louisville, Frankfort and Lexington) - Thomas More College - Transylvania University - Union College - University of the Cumberlands - University of Pikeville |

#### Publice
| - Eastern Kentucky University - Kentucky State University - Morehead State University |  | - Murray State University - Northern Kentucky University - University of Kentucky |  | - [ University of Louisville - Western Kentucky University |

### Colegii publice ale orașelor sau comitatelor (Community colleges)
| - Ashland Community and Technical College - Big Sandy Community and Technical College - Bluegrass Community and Technical College - Elizabethtown Community and Technical College - Gateway Community and Technical College - Hazard Community and Technical College |  | - Henderson Community College - Hopkinsville Community College - Jefferson Community and Technical College - Madisonville Community College - Maysville Community and Technical College |  | - Owensboro Community and Technical College - Somerset Community College - Southcentral Kentucky Community and Technical College - Southeast Kentucky Community and Technical College - West Kentucky Community and Technical College |

### Cele mai mari 15 orașe ale statului Kentucky, estimare pentru 2010
| Oraș          | Populație (estimare 2010) |
| ------------- | ------------------------- |
| Louisville    | 564,048                   |
| Lexington     | 275,127                   |
| Owensboro     | 56,149                    |
| Bowling Green | 54,291                    |
| Covington     | 42,470                    |
| Richmond      | 34,472                    |
| Florence      | 28,296                    |
| Henderson     | 27,875                    |
| Nicholasville | 27,675                    |
| Hopkinsville  | 27,249                    |
| Frankfort     | 26,591                    |
| Jeffersontown | 25,630                    |
| Paducah       | 24,402                    |
| Elizabethtown | 24,162                    |
| Georgetown    | 22,210                    |

### Cele mai populate 15 comitate, estimare pentru 2010
| Comitatul | Oraș                    | Populație (estimare 2010) | Diferență |
| --------- | ----------------------- | ------------------------- | --------- |
| Jefferson | Louisville              | 706,050                   | + 12,446  |
| Fayette   | Lexington               | 275,127                   | + 14,615  |
| Kenton    | Covington               | 155,867                   | + 4,404   |
| Boone     | Florence                | 126,552                   | + 40,560  |
| Warren    | Bowling Green           | 105,398                   | + 12,876  |
| Hardin    | Elizabethtown, Radcliff | 99,724                    | + 5,554   |
| Daviess   | Owensboro               | 94,575                    | + 3,030   |
| Campbell  | Newport, Fort Thomas    | 85,886                    | - 2,730   |
| Madison   | Richmond                | 84,626                    | + 13,754  |
| Bullitt   | Shepherdsville          | 75,712                    | + 14,476  |
| Christian | Hopkinsville            | 67,981                    | - 4,328   |
| Pike      | Pikeville               | 65,108                    | - 3,620   |
| McCracken | Paducah                 | 63,882                    | - 1,632   |
| Pulaski   | Somerset                | 62,183                    | + 5,966   |
| Oldham    | La Grange               | 60,641                    | + 14,463  |

## Subiecte variate

### Originea numelui
Dupa Peter Levenda, prima denumire propusa înaintea denumirii actuale Kentucky (nume d’origine Indiana a carui semnificatie este « the dark and bloody ground ») a fost Transilvania evocând probabil o migratie originara din Carpati.
Conform Enciclopediei statuli Kentucky (The Kentucky Encyclopedia), originea numelui Kentucky nu a fost niciodată stabilită cu precizie.  Câteva posibilități ar include:
- un nume din limba tribului Wyandot însemnând "pământul de mâine";
- un nume din limba tribului Iroquois însemnând "locul din lunca inundabilă";
- un termen din grupul de limbi Algonquin desemnând fundul râului;
- un termen din limba tribului Shawnee desemnând sursa de apă a unui râu.

Inițial râul omonim, Kentucky (râu), a fost cel care a purtat numele Kentucky.  Ulterior, statul a fost denumit după râu.

### Simboluri statale

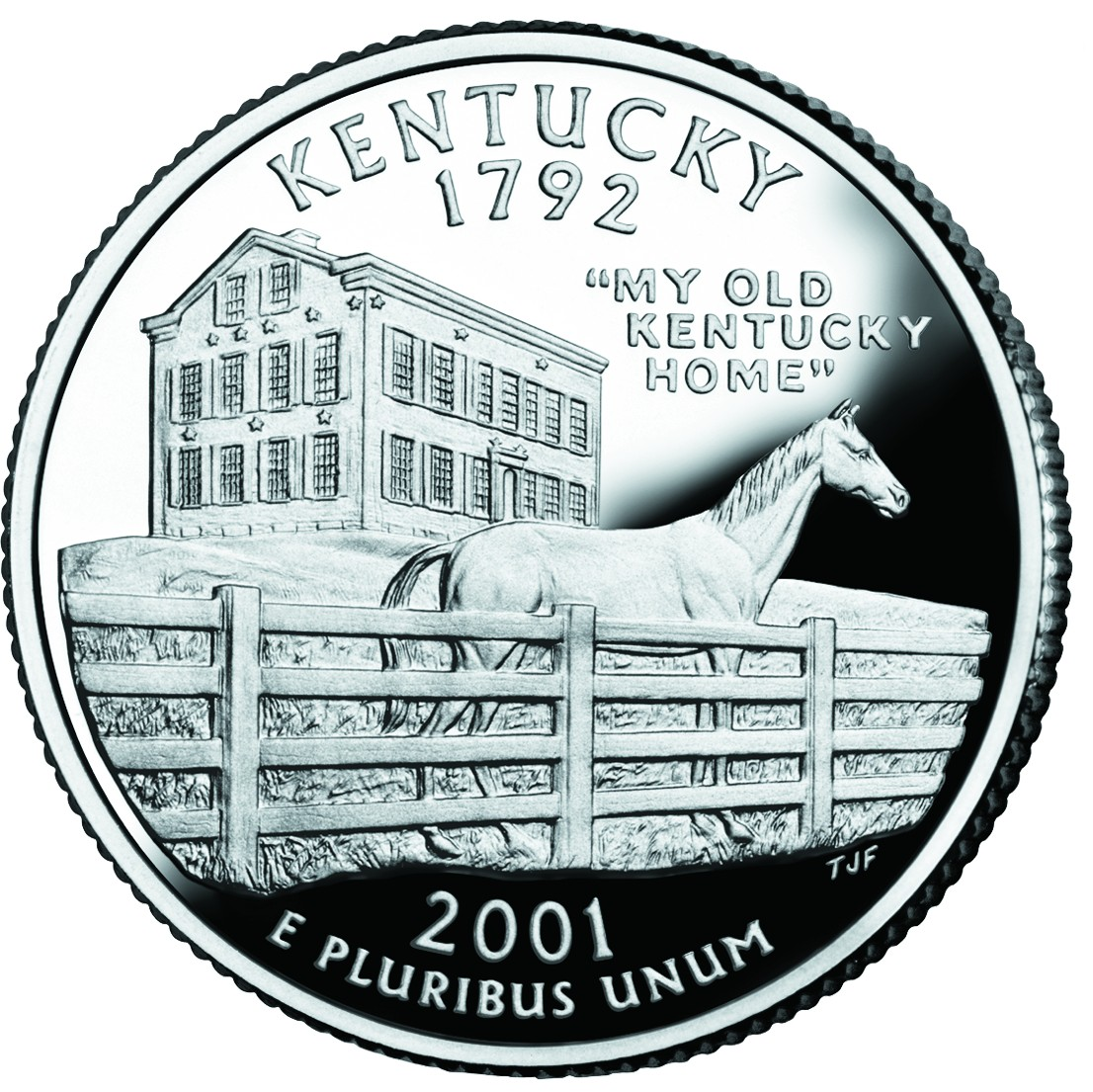
Sfertul de dollar comemorativ din 2001.